# Francisco Peralta
Francisco Peralta, född 18 september 1943, död 18 mars 2020, är en spansk bågskytt. Han deltog vid olympiska sommarspelen 1980.